# Département de Kaffrine
Le département de Kaffrine est l'un des 46 départements du Sénégal et l'un des 4 départements de la région de Kaffrine. Son chef-lieu est Kaffrine.

## Organisation territoriale
Son chef-lieu est la ville de Kaffrine.
Les arrondissements sont :
- Arrondissement de Gniby, créé en 2008
- Arrondissement de Katakel, créé en 2008

Le département compte deux communes :
- Kaffrine
- Nganda, créée en 2008

## Histoire
Jusqu'à la création de la région de Kaffrine en 2008, le département de Kaffrine était rattaché à la région de Kaolack. 

## Géographie

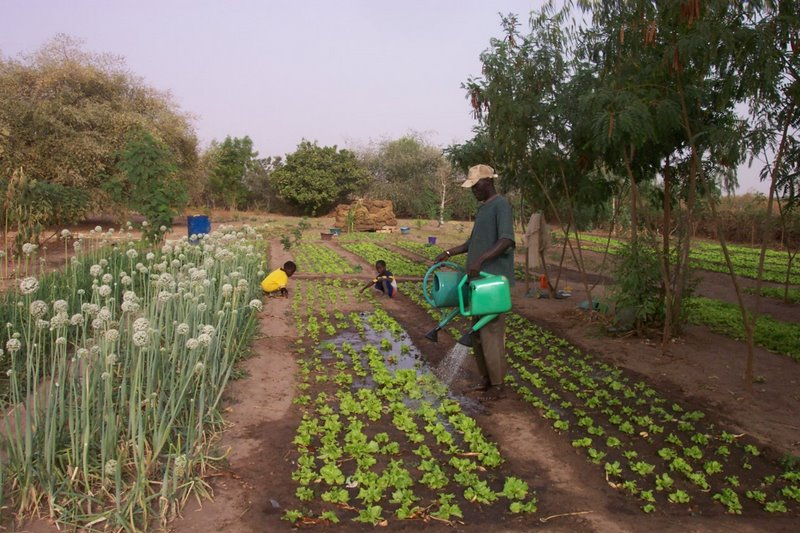
Cultures maraîchères dans le département de Kaffrine

### Population
Lors du recensement de décembre 2002, la population était de 439 477 habitants. En 2005, elle était estimée à 467 748 personnes, et en 2023 à 280 969 personnes.